# Nazianz
Nazianz (en grec antic Ναζιανζός, 'Nazianzós') era una ciutat al sud-oest de Capadòcia, situada al districte de Garsàuria, a 24 milles romanes al sud-est d'Arquelais.
Els autors antics no la mencionen, i és famosa perquè va ser el lloc on es va educar Gregori de Nazianz, que després es va convertir en bisbe d'aquell lloc. De la ciutat en parlen el geògraf Hièrocles i Sòcrates Escolàstic, i se la menciona a l'Itinerari d'Antoní.